# Hawarden (Iowa)
Hawarden es una ciudad ubicada en el condado de Sioux en el estado estadounidense de Iowa. En el Censo de 2010 tenía una población de 2546 habitantes y una densidad poblacional de 325,61 personas por km².

## Geografía
Hawarden se encuentra ubicada en las coordenadas 43°0′9″N 96°28′59″O / 43.00250, -96.48306. Según la Oficina del Censo de los Estados Unidos, Hawarden tiene una superficie total de 7.82 km², de la cual 7.47 km² corresponden a tierra firme y (4.41%) 0.34 km² es agua.

## Demografía
Según el censo de 2010, había 2546 personas residiendo en Hawarden. La densidad de población era de 325,61 hab./km². De los 2546 habitantes, Hawarden estaba compuesto por el 86.84% blancos, el 0.47% eran afroamericanos, el 0.9% eran amerindios, el 0.27% eran asiáticos, el 0% eran isleños del Pacífico, el 10.57% eran de otras razas y el 0.94% pertenecían a dos o más razas. Del total de la población el 20.03% eran hispanos o latinos de cualquier raza.